# Iwan Poltawez-Ostrjanyzja

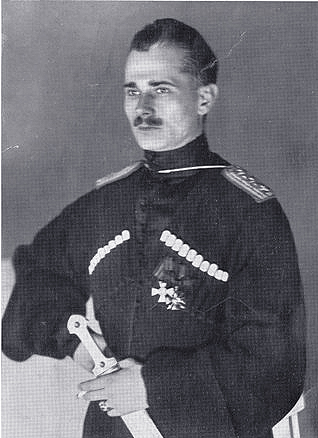
Iwan Poltawez-Ostrjanyzja im Jahr 1918

Iwan Poltawez-Ostrjanyzja (ukrainisch Іван Полтавець-Остряниця, wiss. Transliteration Ivan Poltavecʹ-Ostrjanycja; * 26. September 1890 in Tschyhyryn; † 1957) war ein ukrainischer Politiker und Kosakenführer.
Poltawez-Ostrjanyzja diente zunächst in der zaristischen Armee und war ab 1917 ein Aktivist der Freien Kosaken. Ab April 1918 war er Sekretär des Hetmans Skoropadskyj. 1919 emigrierte er nach München, wo er sich von Skoropadskyj trennte und die Organisation UNAKOR „Ukrainisches Kosakentum“ gründete. Diese Organisation spielte in der Ukraine selbst überhaupt keine Rolle, Poltawez-Ostrjanyzja wurde allerdings dadurch bekannt, dass er nach dem Motto „Der Feind meines Feindes ist mein bester Freund“ für eine Zusammenarbeit der Kosaken mit den Nazis plädierte. Ein Teil der in Deutschland lebenden Kosaken schloss sich dieser Meinung an, sie kämpften nach 1941 in der Wehrmacht und der Waffen-SS. Das XV. Kosaken-Kavallerie-Korps unter Helmuth von Pannwitz wurde ein Teil von Hitlers Osttruppen.
Nach Kriegsende tauchten viele zusammen mit ihren Familien unter, andere wurden in die Sowjetunion repatriiert, viele von ihnen wegen ihrer Kollaboration mit den Nationalsozialisten hingerichtet oder in Arbeitslager gebracht. Poltawez-Ostrjanyzja kehrte nach dem Rückzug aus allen politischen Tätigkeiten 1942 nach München zurück, wo er 1957 starb.